# 일본국적

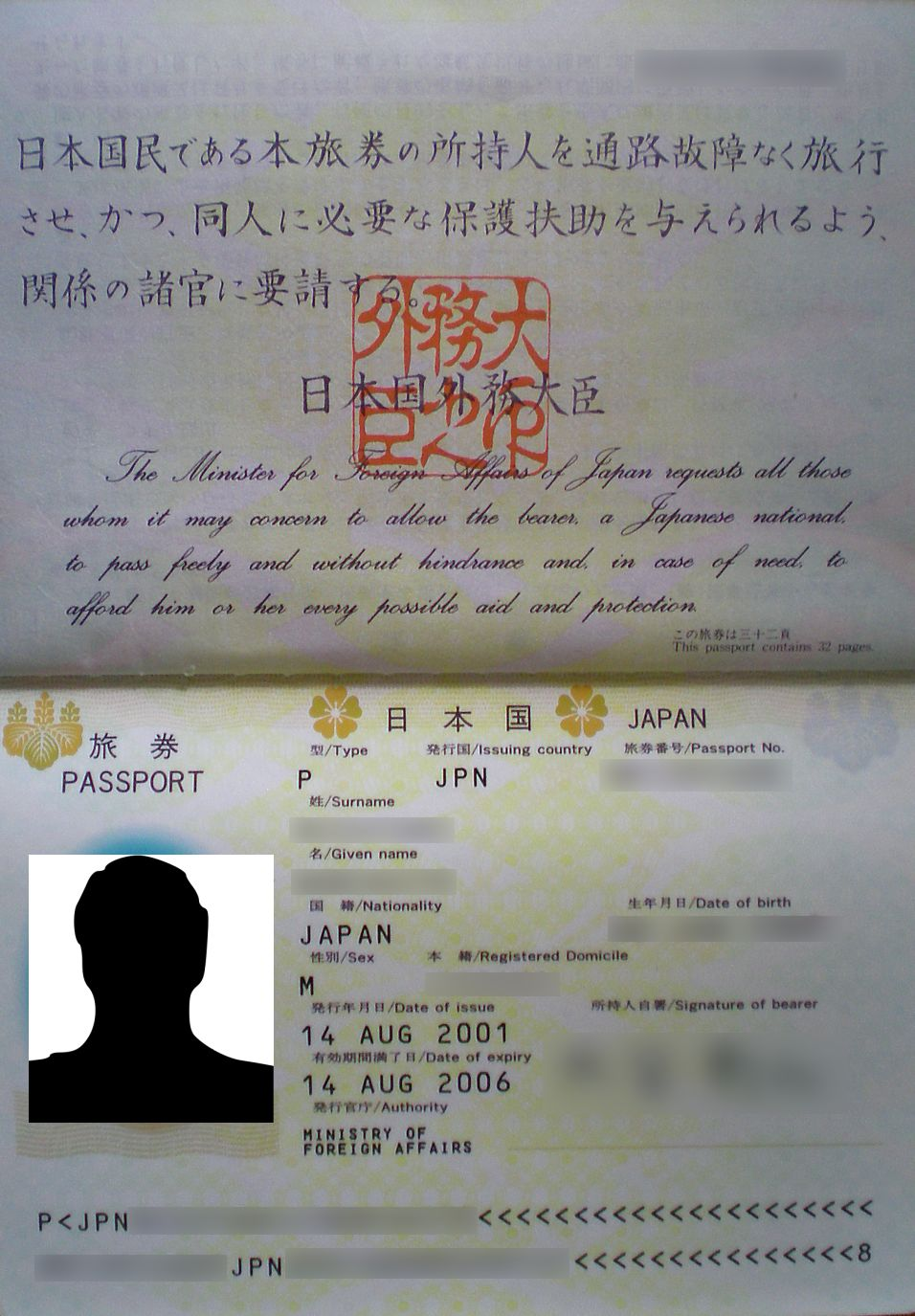

일본국적(일본어: 日本国籍 にほんこくせき[*])은 일본 국적법에 의해 규정된다. 일본 국적법(1950년 법률 제 147호)은 '일본 국민의 요건'으로 일본 국적을 소유한 자를 국민으로 간주하고 있다. 부모 양계의 혈통주의를 원칙으로 하고 있으나 귀화에 의한 취득도 일부 인정하고 있다. 1950년 제정 이후 1952년(법률 제 268호), 1984년(법룔 제 45호), 1993년(법률 제 89호), 2004년(법률 제 147호), 2008년 최종 개정, 총 5차례의 개정을 통해 지금의 국적법이 완성되었다.

## 개요
일본 국적은 부친과 모친이 출생시 일본 국민이었던 자, 외국의 국적에서 귀화한 자(귀국 자녀) 등이 있다. 이전까지는 이른바 부계 혈통주의였지만 1984년 5월 1일부터 부모 양계혈통주의로 변경되었다. 제도가 변경될 당시에는 옛 제도하 일정 기간(1965년 1월 1일에서 1984년 12월 31일) 내에 태어난 모계의 자에 대해 3년간 신고를 통해 국적 취득을 가능케 했다.